# Sera (klasztor)
Sera (tyb.: སེ་ར་, Wylie: se ra, ZWPY: Sêra; chiń. 色拉寺; pinyin Sèlā sì) – tybetański klasztor buddyjski, położony na przedmieściach Lhasy. Jeden z trzech głównych ośrodków szkoły Gelugpa. Pozostałe dwa to Ganden oraz Drepung.

## Historia
Klasztor Sera został założony w 1419 r. przez Sakya Yeshe, jednego z uczniów Congkhapy. Wcześniej w tym miejscu istniały pustelnie mnichów. Kompleks klasztorny zajmował powierzchnię 11 hektarów i stanowił samodzielne, kilkutysięczne miasteczko. W 1959 r. wielu mnichów z klasztoru Sera wraz z XIV Dalajlamą przeniosło się do Dharamsali w Indiach. Podczas rewolucji kulturalnej klasztor został zbombardowany, a wielu mnichów zginęło. W czasach świetności żyło w nim ponad 6000 mnichów, obecnie ich liczba wynosi około 500.
Klasztor Sera jest podzielony na dwie części: wschodnia część zawiera Tsokchen (Wielką Aulę, czteropiętrową salę zgromadzeń z 1710 r. ze 125 kolumnami i pięcioma kaplicami) oraz kwatery mieszkalne a w zachodniej części mieszczą się trzy buddyjskie koledże (Sera Je Tratsang, Sera Me Tratsang i Ngakpa Tratsang). Klasztor Sera słynie z debat mnichów, prowadzonych na bardzo wysokim poziomie. 

Debatowanie mnichów w klasztorze Sera
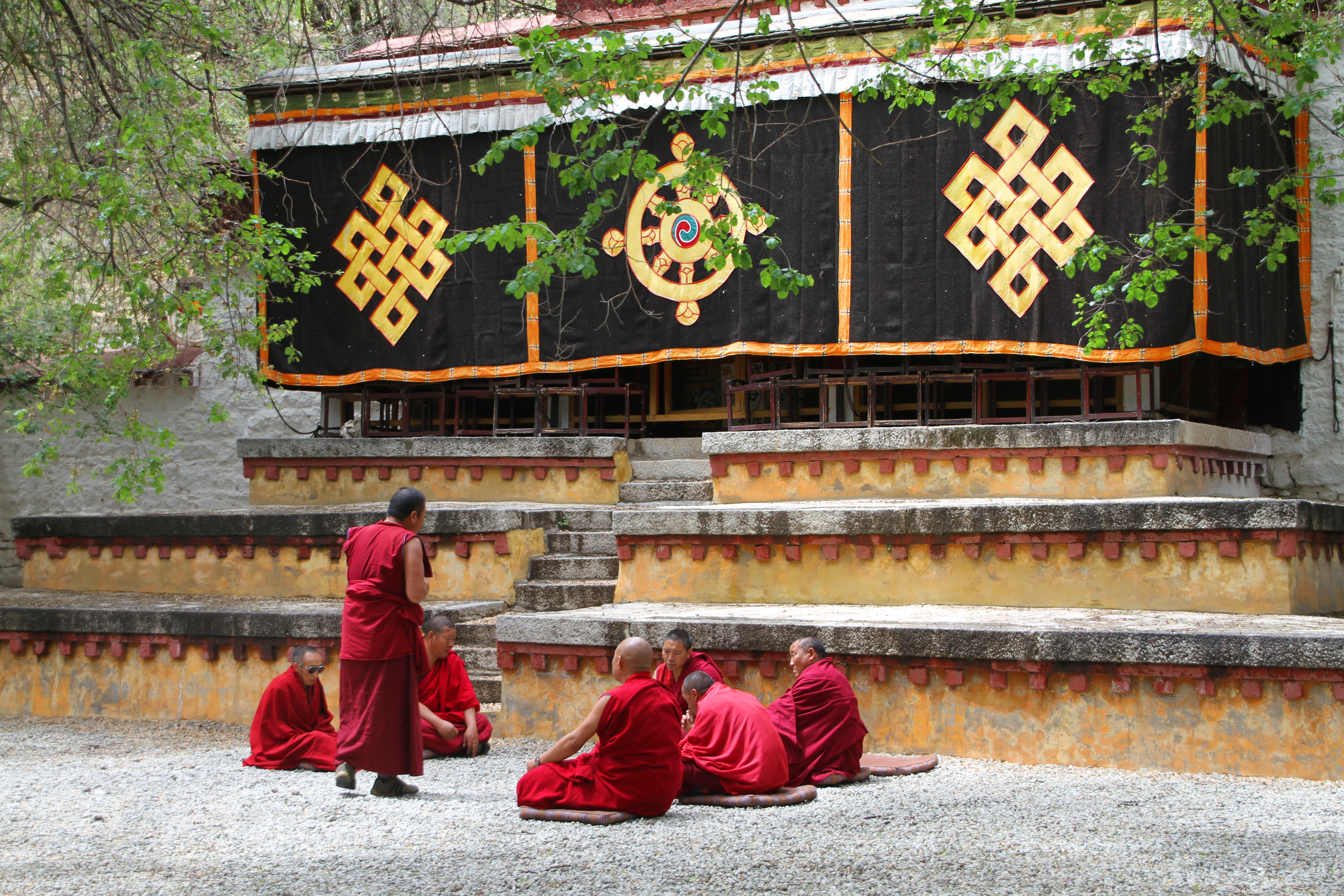
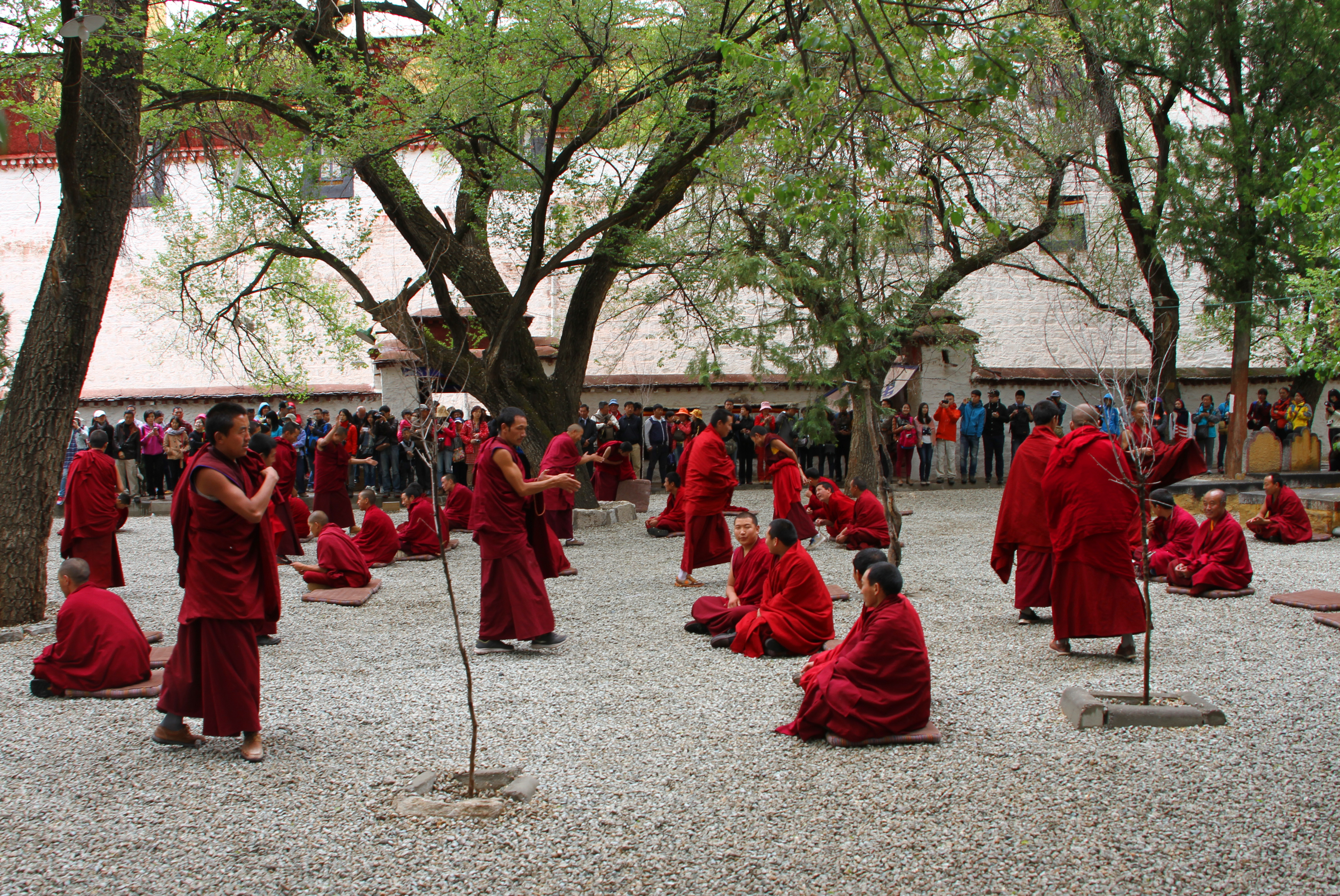
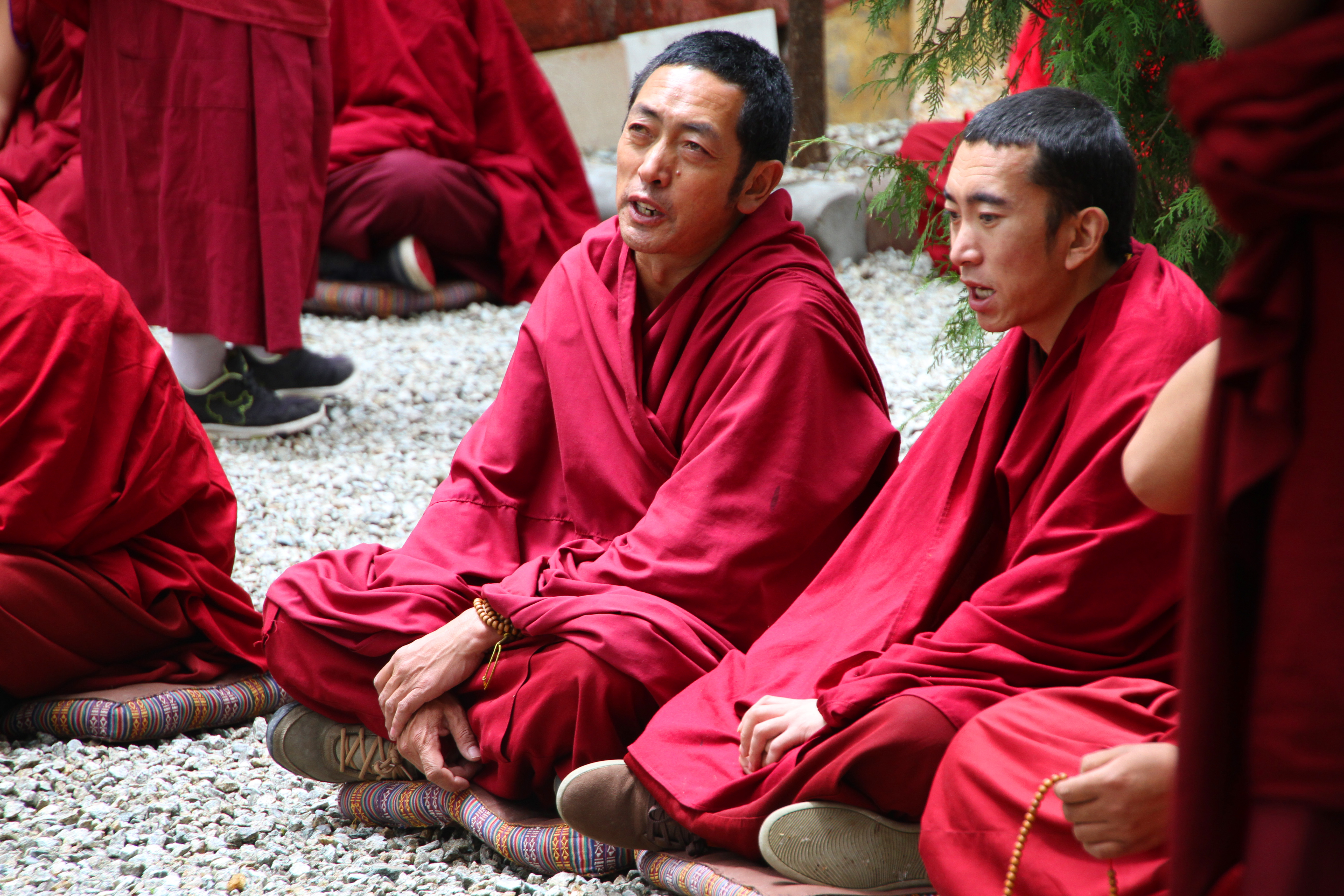
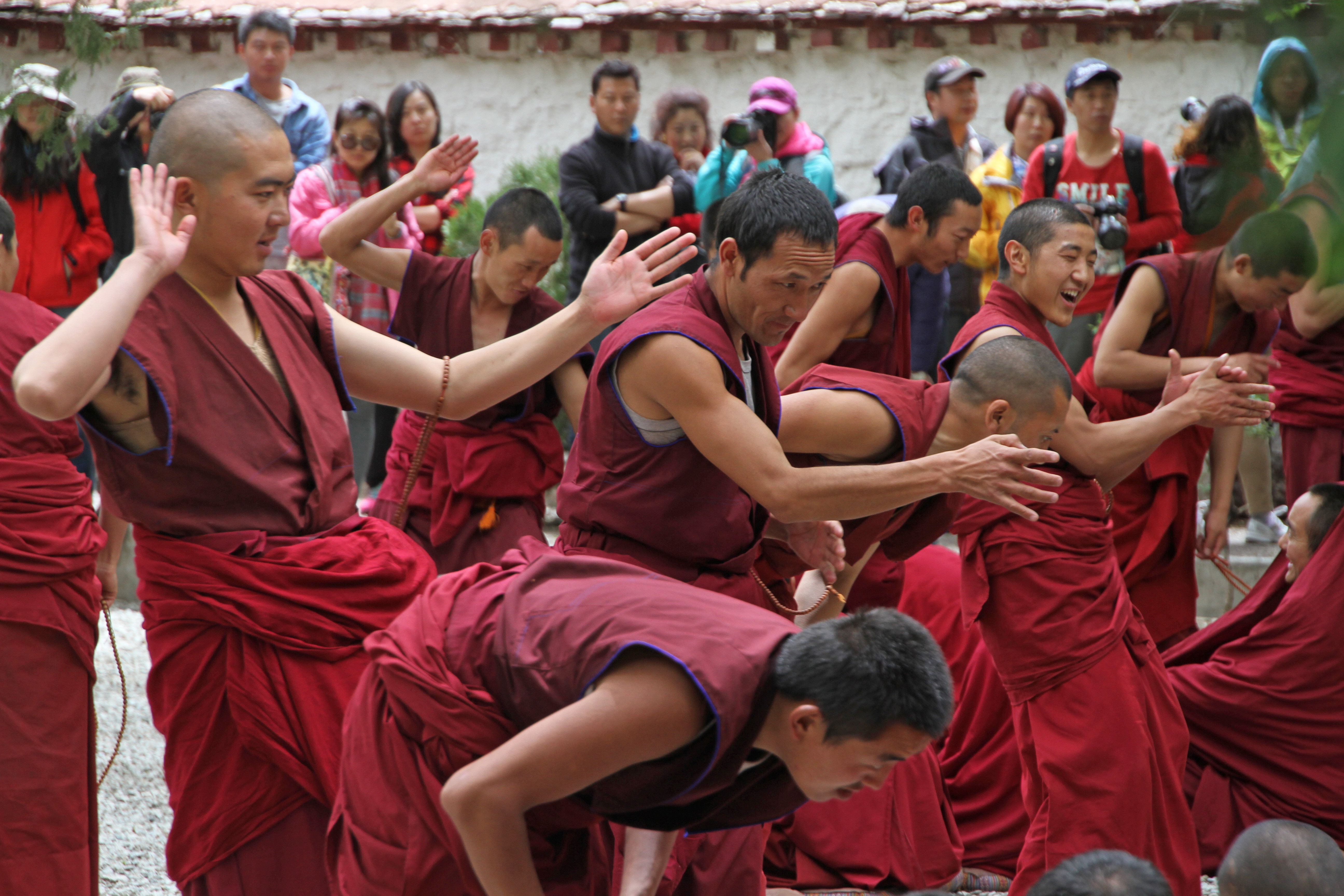